# Cantó de Velinas
El cantó de Velinas és un cantó francès del departament de la Dordonya, situat al districte de Brageirac. Té 12 municipis i el cap és Velinas.

## Municipis
- Bonavila e Sent Avit de Fumadièras
- Faugairòlas
- La Mòta de Mont Ravèl
- Montaseus
- Mont Caret
- Nastrengas
- Lo Pòrt de Senta Fe e Ponchac
- Sent Antòni del Bruèlh
- Sent Miqueu de Montanha
- Sent Sieurin de Prats
- Sent Bebian
- Velinas

## Història
| Data d'elecció                           | Identitat      | Partit | Qualitat |
| ---------------------------------------- | -------------- | ------ | -------- |
| 1988-2001                                | Didier Lourec  | RPR    |          |
| 2001-                                    | Serge Fourcaud | PS     |          |
| les dades anteriors no són pas conegudes |                |        |          |
|                                          |                |        |          |

## Demografia
| 1962  | 1968  | 1975  | 1982  | 1990  | 1999  | 2006   |
| ----- | ----- | ----- | ----- | ----- | ----- | ------ |
| 8.075 | 8.286 | 8.236 | 8.546 | 9.243 | 9.699 | 10.464 |